# Luminița Odobescu
Luminița-Teodora Odobescu (n. 3 mai 1969, Reghin, Mureș, România), diplomat de carieră, este începând cu 13 februarie 2025 consilier prezidențial al Președintelui-interimar al României. În perioada ianuarie - februarie 2025 a fost consilier de stat pentru politică externă și securitate în cadrul Cancelariei Primului ministru.
În perioada iunie 2023 - decembrie 2024, Luminița-Teodora Odobescu a fost ministrul afacerilor externe al României. Ambasador și diplomat de carieră, a deținut anterior funcția de  Consilier Prezidențial pentru afaceri europene, coordonând și Departamentul Politică Externă (31 noiembrie 2021 – 15 iunie 2023).
A fost Reprezentantul Permanent al României la Uniunea Europeană, din 2015 până în 2021 și a condus Reprezentanța Permanentă în timpul primei Președinții române a  Consiliului Uniunii Europene (ianuarie-iunie 2019).

## Cariera profesională
După absolvirea, în 1992, a Facultății de Comerț, din cadrul Academiei de Studii Economice din București, Luminița Odobescu își începe cariera profesională ca cercetător științific la Institutul Național „Virgil Madgearu”.
Din 1995, lucrează ca expert și, ulterior, consilier în Ministerul Economiei și Comerțului, până în 2001, când își începe cariera în Ministerul Afacerilor Externe, ca șef serviciu.
Activitatea sa la Bruxelles începe în anul 2002; timp de cinci ani, gestionează în mod direct o serie de capitole în cadrul negocierilor privind aderarea României la Uniunea Europeană, ca diplomat în cadrul Misiunii României pe lângă Uniunea Europeană. După semnarea Tratatului de aderare a României la Uniunea Europeană, a coordonat pregătirea reuniunilor COREPER I, în calitate de consilier Mertens. 
Între 2008 și 2012, a fost director general al Departamentului Uniunea Europeană, și, în perioada februarie - noiembrie 2012, Secretar de Stat pentru afaceri europene, în cadrul Ministerului Afacerilor Externe.
Din septembrie 2015 până în 2021 a fost Reprezentantul Permanent al României la Uniunea Europeană și a condus misiunea diplomatică în timpul primei Președinții române a Consiliului Uniunii Europene (ianuarie-iunie 2019).
Între noiembrie 2012 și august 2015, a fost consilier de stat pentru afaceri europene și politică externă la Cancelaria Primului Ministru.

## Educație
- Doctor în relații economice internaționale - Academia de Studii Economice, București (2003)[4]
- Facultatea de Comerț - Academia de Studii Economice, București (1987-1992)[4]

## Alte cursuri de pregătire
- Stagiu privind politica comercială - Organizația Mondială a Comerțului, Geneva (ianuarie-aprilie 1999)[4]
- Curs privind Uniunea Europeană - Colegiul Europei - Bruges (iulie 1996)[4]
- Stagiu la Comisia Europeană - Bruxelles - Direcția Generală Agricultură (septembrie-decembrie 1995)[4]

## Distincții
- „Ordinul de Onoare” al Republicii Moldova, în semn de apreciere pentru activitatea în promovarea parteneriatului strategic dintre România și Republica Moldova și pentru susținerea Republicii Moldova pe agenda Uniunii Europene - 2025 [6]
- Ordinul Național „Steaua României” în grad de Ofițer, pentru promovarea intereselor statului român - 2024[6]
- Ordinul „Prințul Iaroslav cel Înțelept” gradul III pentru sprijinul acordat Ucrainei - 2023[6]
- „Marea Cruce de merit cu stea” a Republicii Federale Germania - 2023[6]
- „Ordinul național al Legiunii de Onoare a Franței”, în grad de Cavaler - 2015[6]
- Ordinul Național „Steaua României” în grad de Cavaler, pentru contribuția la succesul primei Președinții a României la Consiliul UE -  2019[6]
- Ordinul „Meritul Diplomatic” în grad de Ofițer pentru contribuția adusă la procesul de aderare a României la Uniunea Europeană - 2007[6]

## Viața personală
Luminița Teodora Odobescu s-a născut la 3 mai 1969 la Reghin, județul Mureș. Vorbește fluent limbile engleză și franceză. Este căsătorită cu Șerban Odobescu, cu care are doi fii.